# Chris White (kontrabasista)
Chris White (6. července 1936 New York – 2. listopadu 2014) byl americký jazzový kontrabasista a aranžér. V padesátých letech byl členem skupiny klavíristy Cecila Taylora, počátkem šedesátých let doprovázel zpěvačku Ninu Simone a následně hrál do roku 1966 s Dizzym Gillespiem. Rovněž spolupracoval s mnoha dalšími hudebníky, mezi které patří Lalo Schifrin, Ramsey Lewis nebo Quincy Jones, a věnoval se pedagogické činnosti.